# Републикански път III-5904
Републикански път IIІ-5904 е третокласен път, част от Републиканската пътна мрежа на България, преминаващ изцяло по територията на Кърджалийска област, Община Крумовград. Дължината му е 25,7 km.
Пътят се отклонява надясно при 32,5 km на Републикански път II-59 в югоизточната част на град Крумовград и се насочва на югоизток покрай десния бряг на река Крумовица (десен приток на Арда). След разклона за село Рогач навлиза в западните склонове на източнородопския рид Ирантепе, като след разклона за село Подрумче завива на юг, минава през село Голямо Каменяне и отново слиза в долината на Крумовица. След това следва изкачване по северния склон на рида Мъгленик, минава през село Аврен, изкачва се на билото на рида и завършва при държавната ни граница с Република Гърция.
| Пътища, отклоняващи се надясно (населено място, № на пътя, посока на пътя) | km   | Пътища, отклоняващи се наляво (посока на пътя, № на пътя, населено място) |
| -------------------------------------------------------------------------- | ---- | ------------------------------------------------------------------------- |
| Община Крумовград, II-59, 32,5 km, гр. Крумовград →                        | 0,0  | → гр. Крумовград, 32,5 km, II-59, Община Крумовград                       |
| с. Едрино                                                                  | 1,8  | с. Едрино                                                                 |
|                                                                            | 4    | → общински път (за с. Рогач)                                              |
| (за с. Дъждовник) общински път ←                                           | 4,7  |                                                                           |
|                                                                            | 6,8  | → общински път (за с. Подрумче)                                           |
| (за с. Гулия) общински път ←                                               | 9,7  |                                                                           |
| (за с. Малко Каменяне) общински път, с. Голямо Каменяне ←                  | 10,1 | с. Голямо Каменяне                                                        |
|                                                                            | 10,7 | ← 51,1 km, III-5906 (от 69,6 km на II-59)                                 |
| (за селата Девесилово и Девесилица) общински път, с. Аврен ←               | 20,1 | с. Аврен                                                                  |
|                                                                            | 22   | → общински път (за с. Черничево)                                          |
| граница с Република Гърция                                                 | 25,7 | граница с Република Гърция                                                |